# St. Nikolai (Wotenick)

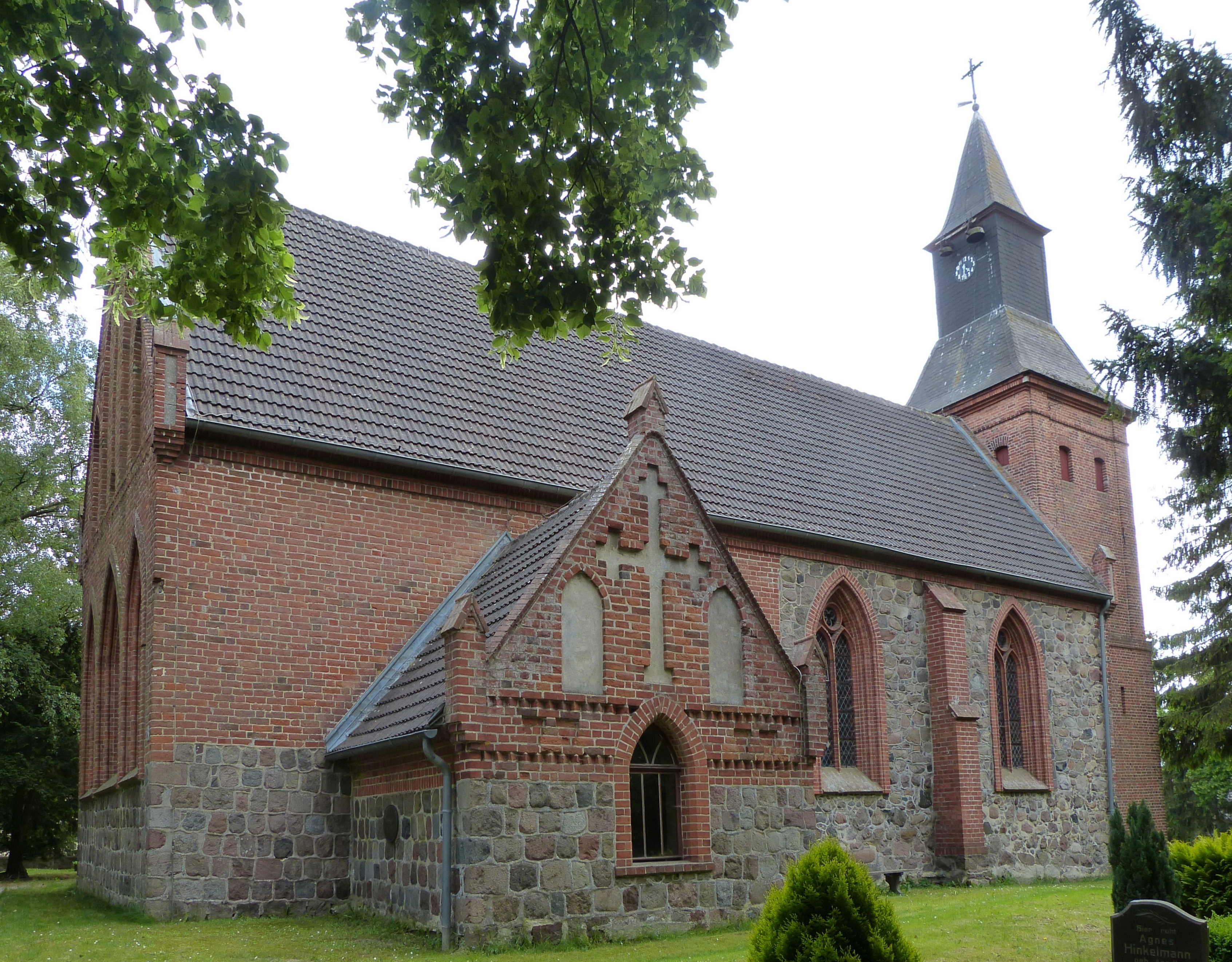
Sankt-Nikolai-Kirche

St. Nikolai ist ein gotisches Kirchengebäude in Wotenick, Mecklenburg-Vorpommern.
Der rechteckige Chor ist frühgotisch und wurde aus Backstein über einem Feldsteinsockel errichtet. Ein Fenster in der Ostwand wird von Blenden flankiert; über dem Fenster befindet sich ein Blendgiebel mit einem ausgesparten Kreuz. Das zweijochige Kirchenschiff, ebenso breit wie der Chor, wurde im 15./16. Jahrhundert aus Feldstein errichtet. Der quadratische Kirchturm im Westen stammt aus dem 18. Jahrhundert.
1892 wurde die Kirche unter Leitung von Theodor Prüfer umgebaut. Der Innenraum wurde dabei in neugotischen Formen gestaltet. Das Schiff besitzt ein Kreuzrippengewölbe, Chor und Sakristei kuppelförmige Kreuzgewölbe.
Zur Ausstattung aus der Zeit um 1892 gehören ein Altar, eine Kanzel, eine Taufe sowie das Gestühl. Die Orgel wurde 1838 von Carl August Buchholz gefertigt; sie wurde 1878 von Friedrich Albert Mehmel erweitert und 2008 durch die Fa. Mecklenburger Orgelbau (Plau am See) restauriert. Sie hat zwölf Register auf zwei Manualen und Pedal sowie Koppel.
Das Geläut der Kirche besteht aus einer 1878 gefertigten Glocke.